# アンバー・ハルク
アンバー・ハルク(Umber hulk)は、テーブルトークRPG『ダンジョンズ&ドラゴンズ』(D&D)に登場する架空の昆虫人間である。第3版および3.5版『モンスターマニュアル』と、第4版『モンスター・マニュアル』の両書とも、“褐色巨獣”という意味だとしている。

## 掲載の経緯
アンバー・ハルクはゲイリー・ガイギャックスが自作のミニチュアゲーム、『チェインメイル』の駒として購入した香港製のプラスチック人形から着想を得たキャラクターとされる。その人形の中にウルトラマンに登場する怪獣、“アントラー”があり、それがアンバー・ハルクのモデルであるという説があるが定かではない。
アンバー・ハルクはD&Dの最初期から登場している。

### D&D オリジナル版(1974-1976)
アンバー・ハルクはD&D最初のサプリメント『グレイホーク』に登場した。そこでは「一組の非常に大きな下顎が側面を守る、大口を開けた人間形態の生物」と紹介されている。

### AD&D 第1版(1977-1988)
アドバンスト・ダンジョンズ&ドラゴンズ（AD&D）第1版では『Monster Manual』(1977、未訳)に登場。「鉄のような爪で硬い岩盤を掘り進み、凝視によって相手を混乱させる地中の捕食者」と紹介された。また、モンスター集『Fiend Folio』(1981、未訳)では、アンバー・ハルクに近しい種族として水棲のヴォジャノーイが登場し、『ドラゴン』68号(1982年12月)ではその海棲版が登場した。

### D&D 第2版(1977-1999)
D&D第2版ではサプリメント『Creature Catalog』(1986、邦題『モンスターマニュアル』)に、“フック・ビースト”(Hook Beast)として、“フック・ホラー”(Hook Horror)と併せて“ハルカー”(Hulker)の名称で登場している。また、ブラックムーアの世界観を用いたシナリオ集、『City of the Gods』(1987、未訳)に登場し、その後『Creature Catalog』(1993、未訳)に再掲載された。

### AD&D 第2版(1989-1999)
アンバー・ハルクとヴォジャノーイ(この版では“ヴォノヤノイ”と訳された)は『Monstrous Compendium Volume 1』(1989、邦題『モンスター・コンベンディウムⅠ』)に登場し、『Monstrous Manual』(1993、未訳)に再掲載された。『モンスター・コンベンディウムⅠ』ではビホルダーやディスプレイサー・ビーストと並び、表紙イラストにも登場している。また、『ドラゴン』152号(1989年12月)では“アンバー・ハルクの生態”特集が組まれた。
『ドラゴン』184号(1992年8月)ではD&DでSFを扱う世界、スペルジャマー用に設定されたアンバー・ハルクが登場した。
『ダンジョン』79号(2000年3月)には“死海のヴォジャノーイ”が登場した。

### D&D 第3版(2000-2002)
D&D第3版では『モンスターマニュアル』に登場している。
モンスター種族をPCとして選べるサプリメント、『Savage Species』(2003、未訳)ではプレイヤー用種族として紹介されている。

### D&D 第3.5版(2003-2007)
D&D第3.5版でも改訂された『モンスターマニュアル』に登場している。また、より強力な個体、“真に恐るべきアンバー・ハルク”(Truly Horrid Umber Hulk)が登場している。『Tome of Magic』(2006、未訳)では“闇のアンバー・ハルク”(Dark Umber Hulk)が、『地底の城砦』(2007)では“サイ・ハルク”(Psi-Hulk)が登場している。

### D&D 第4版(2008-)
D&D第4版では、『モンスター・マニュアル』(2008)、『モンスター・マニュアルⅢ』(2009)に登場している。この版で登場する個体は以下の通りである。
- アンバー・ハルク／Umber Hulk　(MM1)
- シャドゥ・ハルク／Shadow Hulk　(MM1)
- アンバー・ラヴィジャー／Umber Ravager　(MM3)　※小型で地表の浅くに棲息するアンバー・ハルク
- アビサル・ハルク／Abyssal Hulk　(MM3)　※アビス(デーモンが住む奈落)にまで掘り進み、魔物と化したアンバー・ハルク
- アストラル・ハルク／Astral Hulk　(MM3)　※アストラル海に棲むアンバー・ハルク

また、エッセンシャルズのモンスター集、『Monster Vault』(2010、未訳)では以下の個体が登場している。
- アンバー・ハルク／Umber Hulk
- アンバー・ハルクのトンネル掘り／Umber Hulk Tunneler
- アンバー・ハルクの“困惑させる者”／Umber Hulk Bewilderer
- ディープ・ハルク／Deep Hulk

### D&D 第5版(2014-)
D&D第5版では、『モンスター・マニュアル』(2014)に登場している。

## 肉体的特徴
アンバー・ハルクの体長は8フィート(約2.4m)、体重は800ポンド(約340Kg)あるが、“真に恐るべきアンバー・ハルク”はさらに大きく、体長16フィート(約4.8m)以上、体重は8.000ポンド(約3.6トン)ほどある。
アンバー・ハルクは第3版の頃よりデザインに変更が見られる。第3版以前はがっしりした筋肉質の体格で、両手も丈夫な爪があるが人間に近い形態をしていた。これが第3版以降になると両手はオケラのような形態になり、全体のフォルムも直立したオケラに近しいものになっている。
頭部には三角形の歯が並ぶ大きな口と、長さ8インチに及ぶクワガタムシのような大顎があり、あらゆる獲物をかみ砕く。アンバー・ハルクは4つの目があり、昆虫のような複眼の内側にヒト型生物のような目が一対ある。この目による凝視は相手の精神を錯乱させる能力がある。また、複眼の方はインフラビジョン(サーモグラフィーのような熱による視認能力)を有している。
アンバー・ハルクの全身は硬いキチン質の甲殻で覆われている。表面には触毛がまばらに生えており、振動による感知が取れる。時折、アンバー・ハルクは昆虫のように脱皮するために休息する。新たな外骨格が硬化するまで数日かかる。

## 生態
アンバー・ハルクはアンダーダークの地中深くに生息する危険な捕食者である。第3版、第5版では、“混沌にして悪”の生物だったが、第4版では“無属性”になっている。
アンバー・ハルクはその頑丈な爪で地中を易々と掘り進み、獲物を求める。普段はパープル・ワーム(巨大ミミズ)などを食しているが、最高の好みはヒト型生物の肉である。その図体に似合わず知性的で、トンネル掘りの能力を生かして天井から岩盤を崩したり、足下に落とし穴を掘るなどの奇襲攻撃をよくする。戦闘になれば爪を振るうとともに、両手でつかみかかって噛みつこうとする。また、凝視によって混乱させることも効果的に行う。逆に、危険と判断したら穴を掘って撤退する。
アンバー・ハルクは独居型の生物だが、2年ほどで成育する子供はオスの狩りに帯同する。
アンバー・ハルクに固有の文化があるかは定かではないが、地下世界にする住人は、地中深くにこの怪物の都市があると噂している。
アンダーダークの知性的な種族はアンバー・ハルクを下僕としている者も多い。餌さえ与えていればアンバー・ハルクは従順である。
アンダーダークの諸種族の間で起きる歴史的な紛争の幾つかは、アンバー・ハルクが無作為に掘った穴によって対立する種族が偶然鉢合わせてしまうことから起きる。
ドワーフの諺で、危険は大きいが当たると大儲けすることを「アンバー・ハルクを追いかける」という。アンバー・ハルクの穴を進んで、金脈や貴重な鉱物を見つけたことがきている。また、アンバー・ハルクが脱皮して脱ぎ捨てた殻は鎧や盾の素材として珍重される。

## D&D関連作品でのアンバー・ハルク
- 『若獅子の戦賦』

　D&D第3.5版リプレイ。第1話「若獅子、晩秋に銀獅子館を訪れる顛末」に登場。ある者に雇われて、地中にトンネルを掘り進んだ。

## 認可
アンバー・ハルクはウィザーズ・オブ・ザ・コースト社が提唱するオープンゲームライセンスの“製品の独自性(Product Identity)”によって保護されており、オープンソースとして使用できない。